# Visen
Visen är en sjö i Tranemo kommun i Västergötland och ingår i Ätrans huvudavrinningsområde. Sjön är 32,5 meter djup, har en yta på 2,4 kvadratkilometer och befinner sig 182,3 meter över havet. Sjön avvattnas av vattendraget Lillån (Kalvån).

## Delavrinningsområde
Visen ingår i det delavrinningsområde (636973-134685) som SMHI kallar för Utloppet av Visen. Medelhöjden är 193 meter över havet och ytan är 8,38 kvadratkilometer. Det finns ett avrinningsområde uppströms, och räknas det in blir den ackumulerade arean 12,57 kvadratkilometer. Lillån (Kalvån) som avvattnar avrinningsområdet har biflödesordning 2, vilket innebär att vattnet flödar genom totalt 2 vattendrag innan det når havet efter 139 kilometer. Avrinningsområdet består  mestadels av skog (62 %). Avrinningsområdet har 2,4 kvadratkilometer vattenytor vilket ger det en sjöprocent på 28,6 %.